# Исэ (поэтесса)
Исэ (яп. 伊勢 или 伊勢の御息所 Исэ но миясудокоро, ок. 875 — ок. 938) — средневековая японская поэтесса, одна из «тридцати шести бессмертных поэтов». Подлинное имя неизвестно; прозвище «Исэ» дано ей по названию провинции, губернатором которой был её отец, Фудзивара-но Цугикагэ. Приблизительно в 15-летнем возрасте Исэ стала придворной дамой у Онси, жены императора Уды. После неудачного романа с братом Онси поэтесса стала фрейлиной Уды, от которого родила сына (умер во младенчестве). После отречения императора от престола Исэ покинула придворную службу; позднее у неё была связь с принцем Ацуёси, от которого у поэтессы родилась дочь (впоследствии прославившаяся как поэтесса под именем Накацукаса).
Стихотворения Исэ, вошедшие в домашнюю антологию «Исэсю», были включены практически во все крупные антологии, начиная с Кокинсю.